# Juicy Fruit (Disco Freak)
Juicy Fruit (Disco Freak) è il decimo album del musicista soul statunitense Isaac Hayes, pubblicato nel 1976 da HBS e ABC Records.
| Recensione | Giudizio |
| ---------- | -------- |
| AllMusic   | [ 1 ]    |

## Tracce
1. Juicy Fruit (Disco Freak) – 9:39
2. Let's Don't Ever Blow Our Thing – 6:07
3. The Storm Is Over – 4:44
4. Music to Make Love By – 6:26
5. Thank You Love – 4:50
6. Lady of the Night – 4:09
7. Love Me or Lose Me – 5:33

## Classifiche settimanali
| Classifica (1976) | Posizione massima |
| ----------------- | ----------------- |
| Stati Uniti       | 124               |
| US R&B Albums     | 18                |